# 보나키노돈
보나키노돈(Bonacynodon)은 트라이아스기 후기 현재의 브라질에 살았던 키노돈트이다. 모식종이자 현재 유일한 종은 보나키노돈 슐치(Bonacynodon schultzi)이다. 보나키노돈의 표본은 두개의 두개골 조각과 잘 보존되지 않은 후두개가 전부이다. 두 표본 모두 브라질 히우그란지두술주에 속한 파라나 분지(Paraná Basin)의 산타 마리아 지층(Santa Maria Formation)에서 발견되었다. 보나키노돈(Bonacynodon)의 식성은 식충류일 것으로 추정되며 몸길이는 약 30cm로 추정된다. 보나키노돈의 특징인 큰 톱니 모양의 송곳니로 다른 키노돈트와 구별된다.